# アシュリー・エクスタイン
マリア・アシュリー・エクスタイン（Maria Ashley Eckstein、1981年9月22日 – ）は、旧名をアシュリー・ドレイン(Ashley Drane)とする、映画やTVで活動するアメリカ合衆国の女優である。

## 経歴
エクスタインはケンタッキー州のルイビルに生まれ、フロリダ州のオーランドで育った。
彼女はスケッチ・コメディーの『ブルー・カラー TV』(Blue Collar TV)への出演の他、『スター・ウォーズ/クローン・ウォーズ』におけるアソーカ・タノ役の声優としても周知されている。また、彼女は映画では『シドニー・ホワイト』(Sydney White)で脇役のアリシアを、『アリスは悩める転校生』で教師のミズ・コールを演じた。年少の視聴者には、彼女はディズニー・チャンネルの『レイブン 見えちゃってチョー大変!』でのマフィという未成年のキャラクターでお馴染みである。またエクスタインは、〔ニコロデオン〕内の挿話の1つ『ドレイク&ジョシュ』に端役を得て、ドレイクのガールフレンドであるスーザンを演じている。彼女はTV番組ではしばしば敵役に配される。

### プライベート
彼女は2005年11月26日にサンディエゴ・パドレスの内野手で2006年のワールドシリーズにおいてMVPに輝くことになるデビッド・エクスタインと、彼の故郷であるフロリダ州のサンフォード(Sanford)で結婚し、ウォルト・ディズニー・ワールドにて披露宴を行った。

## フィルモグラフィー

### 映画
| 年   | 邦題/原題                                                     | 役名               | 備考              |
| ---- | ------------------------------------------------------------- | ------------------ | ----------------- |
| 2003 | プレイ・フォー・ラケンロゥル Prey for Rock & Roll             | パンクロックの少女 |                   |
| 2007 | アリスは悩める転校生 Alice Upside Down                        | コール             |                   |
| 2007 | シドニー・ホワイトと7人のオタク Sydney White                  | アリシア           |                   |
| 2008 | スター・ウォーズ/クローン・ウォーズ Star Wars: The Clone Wars | アソーカ・タノ     | 声の出演          |
| 2016 | おもひでぽろぽろ                                              | 岡島 ヤエ子        | 声の出演 (英語版) |

### テレビ
| 年          | 邦題/原題                                                              | 役名             | 備考                 |
| ----------- | ---------------------------------------------------------------------- | ---------------- | -------------------- |
| 2001        | 犯罪捜査官ネイビーファイル JAG                                         | リサ・ロスバック | 1エピソード          |
| 2002        | ザ・リラン・ショウ The Rerun Show                                      |                  | メインキャスト       |
| 2002        | ゆかいなブレディー家 パパは大統領!? The Brady Bunch in the White House | ジャン・ブレディ | テレビ映画           |
| 2003 - 2006 | レイブン 見えちゃってチョー大変! That's So Raven                       | マフィー         | 8エピソード          |
| 2003        | ザット'70sショー That '70s Show                                        | ジュリー         | 1エピソード          |
| 2004        | ドレイク&ジョシュ Drake & Josh                                         | スーザン         | 1エピソード          |
| 2006        | 22世紀ファミリー フィルにおまかせ! Phil of the Future                  | グレース         | 声の出演 1エピソード |
| 2008        | ザ・リプレイス 大人とりかえ作戦 The Replacements                       | ベイリー         | 声の出演 1エピソード |
| 2008 - 2014 | スター・ウォーズ/クローン・ウォーズ Star Wars: The Clone Wars          | アソーカ・タノ   | 主演 声の出演        |
| 2013 -      | ちいさなプリンセス ソフィア Sofia the First                            | ミア             | 声の出演             |
| 2014 - 2015 | アルティメット・スパイダーマン Ultimate Spider-Man                     | ダガー           | 声の出演             |
| 2014 -      | スター・ウォーズ 反乱者たち Star Wars Rebels                           | アソーカ・タノ   | 声の出演             |